# Chandolas

Chandolas este o comună în departamentul Ardèche din sud-estul Franței. În 1 ianuarie 2022 avea o populație de 545 de locuitori.